# Molecular Ecology Resources
Molecular Ecology Resources щомісячний науковий журнал, що висвітлює питання розвитку інструментів і технік, розроблюваних для вирішення проблем екології, еволюції, поведінки і охорони природи. Сестринський журнал до Molecular Ecology, публікується видавництвом Wiley-Blackwell. З 2001 по 2007 рр. виходив у світ під назвою Molecular Ecology Notes.
У 2015 р. Імпакт-фактор журналу становив 5.298.